# Marcos Carneiro de Mendonça
Marcos Carneiro de Mendonça (Cataguases, 25 december 1894 – Rio de Janeiro, 19 oktober 1988) was een Braziliaanse voetballer.

## Carrière
Hij begon zijn carrière op zestienjarige leeftijd bij Haddock Lobo in 1910. In 1911 werd deze club opgeslorpt door America FC en ging hij voor deze club spelen. In 1913 werd hij met de club staatskampioen. In 1914 maakte hij de overstap naar Fluminense, waarvoor hij de rest van zijn carrière tot 1928 voor zou spelen. Van 1917 tot 1919 werd hij drie keer op rij kampioen met de club.
Hij was de eerste doelman van het nationale elftal en is met 19 jaar nog steeds de jongste doelman die geselecteerd werd voor het nationale elftal. Hij speelde zijn eerste interland op 21 juli 1914 tegen het Engelse Exeter City. In 1919 en 1922 werd hij Zuid-Amerikaans kampioen met Brazilië.